# Torneo a quattro di Roma
Il torneo a quattro fu un torneo disputato al termine del campionato di guerra, che vide affrontarsi le quattro maggiori potenze del campionato: Lazio, Roma, Mater e Tirrenia. L'idea di svolgere un torneo a quattro alla fine della stagione era stata proposta fin dagli inizi del campionato, ma rimase irrealizzata fino a quando non fu l'Associazione Sportiva Roma, nel mese di giugno, a prendere in mano le redini dell'organizzazione del torneo.

## Formula
La formula prevedeva lo svolgimento di due semifinali in gara unica e conseguenti finali per il primo e per il terzo posto. L'idea iniziale era stata quella di permettere alle squadre di stravolgere completamente le proprie formazioni, prendendo temporaneamente giocatori dalle società escluse dalla competizione, favorendo il gioco e lo spettacolo. Tuttavia quest'idea non fu pienamente condivisa dalle quattro società partecipanti, e si arrivò al compromesso che ogni squadra potesse utilizzare, oltre ai propri giocatori, altri quattro calciatori. Avvalendosi di questa regola tutte le squadre si rinforzarono prendendo i calciatori delle squadre escluse, a parte la Lazio che, sicura della superiorità mostrata in campionato, decise di non avvalersi di nessun altro giocatore che non fosse tra i suoi tesserati.

## Avvenimenti
Gli accoppiamenti videro la prima classificata (Lazio) contro la terza (Tirrenia) e la seconda (Roma) contro la quarta (MATER). Come detto, la Lazio non prelevò giocatori da altre squadre; le file della Tirrenia erano state integrate da Alberto Giusti dell'Avia, Otello Ricci e Renato Fiorelli dei Vigili del Fuoco; il MATER prese Egeo Rossi e Oberdan Marchionni dalla Juventus, Renato Antolini dall'Avia e Oreste Roccasecca dai Vigili; la Roma si rinforzò con Antonio Fusco (I) e Alberto Piccinini dall'Avia, Lido Loveri dai Vigili e Ippolito Ippoliti dalla Juventus. Il torneo a quattro fu inaugurato il 2 giugno dallo scontro tra Lazio e Tirrenia: contrariamente alle attese, la Tirrenia vinse l'incontro grazie soprattutto alla tripletta di Lelio Colaneri. La Roma, invece, superò largamente il MATER con Krieziu autore di tre reti. La finale per il 3º e 4º posto fu decisa da Koening e Mancini, che firmarono la rimonta laziale dopo l'iniziale vantaggio del MATER ottenuto da Pieri III e Roccasecca. La finalissima fu vinta dalla Roma sulla Tirrenia grazie alla tripletta di Amadei e al gol di Krieziu: Amadei e Krieziu chiusero così in cima alla classifica cannonieri del torneo a quattro, con 4 reti ciascuno.

## Risultati

### Tabellone
|  | Semifinali | Semifinali | Semifinali |          |      | Finale                      | Finale                      | Finale                      |  |
|  |            |            |            |          |      |                             |                             |                             |  |
|  | Lazio      | Lazio      | 2          |          |      |                             |                             |                             |  |
|  | Lazio      | Lazio      | 2          |          |      |                             |                             |                             |  |
|  | Tirrenia   | Tirrenia   | 4          |          |      |                             |                             |                             |  |
|  | Tirrenia   | Tirrenia   | 4          |          | Roma | Roma                        | 4                           |                             |  |
|  |            |            |            |          | Roma | Roma                        | 4                           |                             |  |
|  |            |            | Tirrenia   | Tirrenia | 0    |                             |                             |                             |  |
|  | Roma       | Roma       | Tirrenia   | Tirrenia | 0    | 7                           |                             |                             |  |
|  | Roma       | Roma       |            |          |      | 7                           |                             |                             |  |
|  | MATER      | MATER      | 3          |          |      | Incontro per il terzo posto | Incontro per il terzo posto | Incontro per il terzo posto |  |
|  | MATER      | MATER      | 3          |          |      |                             |                             |                             |  |
|  |            |            |            |          |      |                             |                             |                             |  |
|  |            |            |            |          |      | Lazio                       | Lazio                       | 5                           |  |
|  |            |            |            |          |      | Lazio                       | Lazio                       | 5                           |  |
|  |            |            |            |          |      | MATER                       | MATER                       | 3                           |  |

### Tabellini

#### Semifinali
| Arbitro: | Cappucci (Roma) |

|                           |           |                                   |
| Koenig 25’ Lombardini 41’ | Marcatori | 3’, 7’, 32’ Colaneri 72’ Perugini |

| Arbitro: | Orlandini (Roma) |

|                                                                           |           |                                           |
| Krieziu 10’, 66’, 81’ Amadei 28’ (rig.) Cozzolini 78’ Schiavetti 82’, 85’ | Marcatori | 13’ Marchionni 20’ Pieri III 64’ Lombardi |

#### Finale 3º-4º posto
| Arbitro: | De Lucia (Roma) |

|                                                 |           |                                   |
| Koenig 26’, 43’ Lombardini 64’ Mancini 68’, 76’ | Marcatori | 10’, 15’ Pieri III 50’ Roccasecca |

#### Finale
| Arbitro: | Fois (Roma) |

|                                 |           |  |
| Krieziu 2’ Amadei 51’, 57’, 89’ | Marcatori |  |

### Classifica marcatori
| Gol |  |  | Giocatore            | Squadra  |
| --- |  |  | -------------------- | -------- |
| 4   |  |  | Amedeo Amadei        | Roma     |
| 4   |  |  | Naim Krieziu         | Roma     |
| 3   |  |  | Lelio Colaneri       | Tirrenia |
| 3   |  |  | Engelbert Koenig     | Lazio    |
| 3   |  |  | Marcello Pieri (III) | MATER    |
| 2   |  |  | Umberto Lombardini   | Lazio    |
| 2   |  |  | Giuseppe Mancini     | Lazio    |
| 2   |  |  | Enrico Schiavetti    | Roma     |